# Собор Христа Спасителя (Пятигорск)
Собор Христа Спасителя (Спасский собор) — православный храм в городе Пятигорске Ставропольского края, кафедральный собор Пятигорской епархии Русской православной церкви.

## История
Проект храма был одобрен Его Величеством Николаем I в 1842 году и высочайшим повелением решено было в 1846 году начать строительство на пожертвования, собранные жителями города. Наместник Кавказа Михаил Воронцов обязал Управление Минеральными Водами, в лице начальника полковника Всеволожского и архитектора Уптона, руководить строительством храма.
25 июня (7 июля) 1847 года состоялась торжественная закладка Спасского собора по проекту, высочайше утвержденному в 1842 году, в день рождения царя Николая I на деньги, собранные по подписке. В основание фундамента заложили мемориальную плиту с текстом, закладной каменный крест в честь этого события. Пятигорский купец Филипп Дураков и коллежский регистратор Пётр Дембовский производили работы, которые были признаны прочными и из хороших материалов. Когда же здание было доведено до купола, неожиданно обнаружились значительные трещины во внутренних столбах и стенах. Из-за них работы пришлось приостановить, а затем, после неоднократных освидетельствований, в 1853 году здание пришлось разобрать до основания. Назначенные особые комиссии пришли к выводу, что причины некачественной постройки были в ненадлежащем материале, в допущенных отступлениях от проекта и от сметы, в неправильном производстве всей кладки стен. Также был определён размер взыскания на виновных. Сумма всех убытков составила 20210 рублей серебром. Судом было определено, что ответственность падает не только на подрядчиков Дуракова и Дембовского, но и на архитектора и на комиссию, которая осуществляла контроль за ходом строительства.
Возведение храма было закончено в 1869 году. Это было огромное сооружение с пятью куполами из местного известняка. 31 мая (12 июня) 1869 года храм освящён епископом Кавказским Феофилактом во имя Иисуса Христа Спасителя, исцеляющего расслабленного у овчей купели. С начала XX века собор становится кафедральным для архиерея Терской области. В городе он известен как Спасский собор. Храм был закрыт в 30-х годах прошлого века, там даже было устроено зернохранилище. В сентябре 1936 года Спасский собор, звонница и усыпальница генерала Евдокимова были снесены. Прочность стен была настолько крепка, что его пришлось взрывать частями.
В 1990-е годы было принято решение о восстановлении храма на месте первого Спасского собора.
1 августа 1992 года был установлен металлический крест. В 2004 году при рытье котлована для будущего храма были обнаружены металлическая плита и каменный крест, заложенные в основание фундамента первого собора.
14 декабря 2012 года Святейший Патриарх Московский и всея Руси Кирилл совершил чин великого освящения собора во Имя Христа Спасителя, исцеляющего расслабленного при Овчей купели, и первую Божественную литургию в новоосвященном храме.